# Mariana Oliveira
Mari Oliveira, nome artístico de Mariana Amaral de Oliveira (4 de Junho de 1997, Rio de Janeiro), é uma atriz brasileira, conhecida pelo filme Medusa de Anita Rocha da Silveira, que estreou no festival de Cannes em 2021 e 16 de Março de 2023 nos cinemas do Brasil. Ela também é protagonista da série Dois Tempos do Star+.

## Carreira

### Cinema
| Ano  | Título                | Papel   |
| ---- | --------------------- | ------- |
| 2024 | Serra das Almas       | Vera    |
| 2024 | Meu Casulo de Drywall | Luana   |
| 2024 | Vidro Fumê            | Miriam  |
| 2023 | Medusa                | Mari    |
| 2015 | Mate-me Por Favor     | Mariana |

### Televisão
| Ano  | Título                       | Papel           | Plataforma   |
| ---- | ---------------------------- | --------------- | ------------ |
| 2023 | Elas por Elas                | Adriana (jovem) | TV Globo     |
| 2023 | DNA do Crime                 | Maria Clara     | Netflix      |
| 2023 | Dois Tempos                  | Cecília/Paz     | Disney+      |
| 2019 | Impuros                      | Joyce           | Disney+      |
| 2018 | Baile de Máscaras            | Aline           | Canal Brasil |
| 2015 | Malhação: Seu Lugar no Mundo | Vera Leão       | TV Globo     |

### Teatro
| Ano  | Título                       | Papel                  |
| ---- | ---------------------------- | ---------------------- |
| 2019 | Nanã                         | Oxum, Iemanjá e Oxóssi |
| 2015 | Lua de Cristal - O Musical   | Cláudia                |
| 2014 | Chão de Estrelas - O Musical |                        |

### Prêmios
| Ano  | Prêmio                                                                         | Trabalho          |
| ---- | ------------------------------------------------------------------------------ | ----------------- |
| 2022 | Knight Marimba Award for Acting (Miami)                                        | Medusa            |
| 2015 | Italian Independent Critics Award: Bisatto D’oro for Best Performance (Veneza) | Mate-me Por Favor |